# Kerebe (Muleba)
Kerebe ist ein Bezirk (Ward) des Distriktes Muleba in der tansanischen Region Kagera.

## Geografie
Kerebe liegt im Nordwesten von Tansania auf mehreren Inseln im Victoriasee. Die größte dieser Inseln ist Bukarabe, die Fläche des Bezirks umfasst vier Quadratkilometer, im Jahr 2022 lebten 3559 Menschen in 1485 Haushalten.

## Gliederung
Der Bezirk besteht aus zwei Gemeinden (Mtaa) mit sechs Orten (Kitongoji):
| Kerebe - Kijunge - Nyakashenye - Furuza | Makibwa - Kashekuro - Nyanyokoza - Rukolo/Mashoga |

## Infrastruktur
- Gesundheit:  Seit 2014 befindet sich in Kerebe eine Apotheke.[6] Im Jahr 2021 wurden die mobilen Dienste der Apotheke erweitert.[7]
- Elektrizität: In den Jahren 2016 bis 2020 wurden am Victoriasee 11 solarbetriebene kleine Netze in Betrieb genommen, eines davon in Kerebe.[8]